# Ingeborg Midttømme

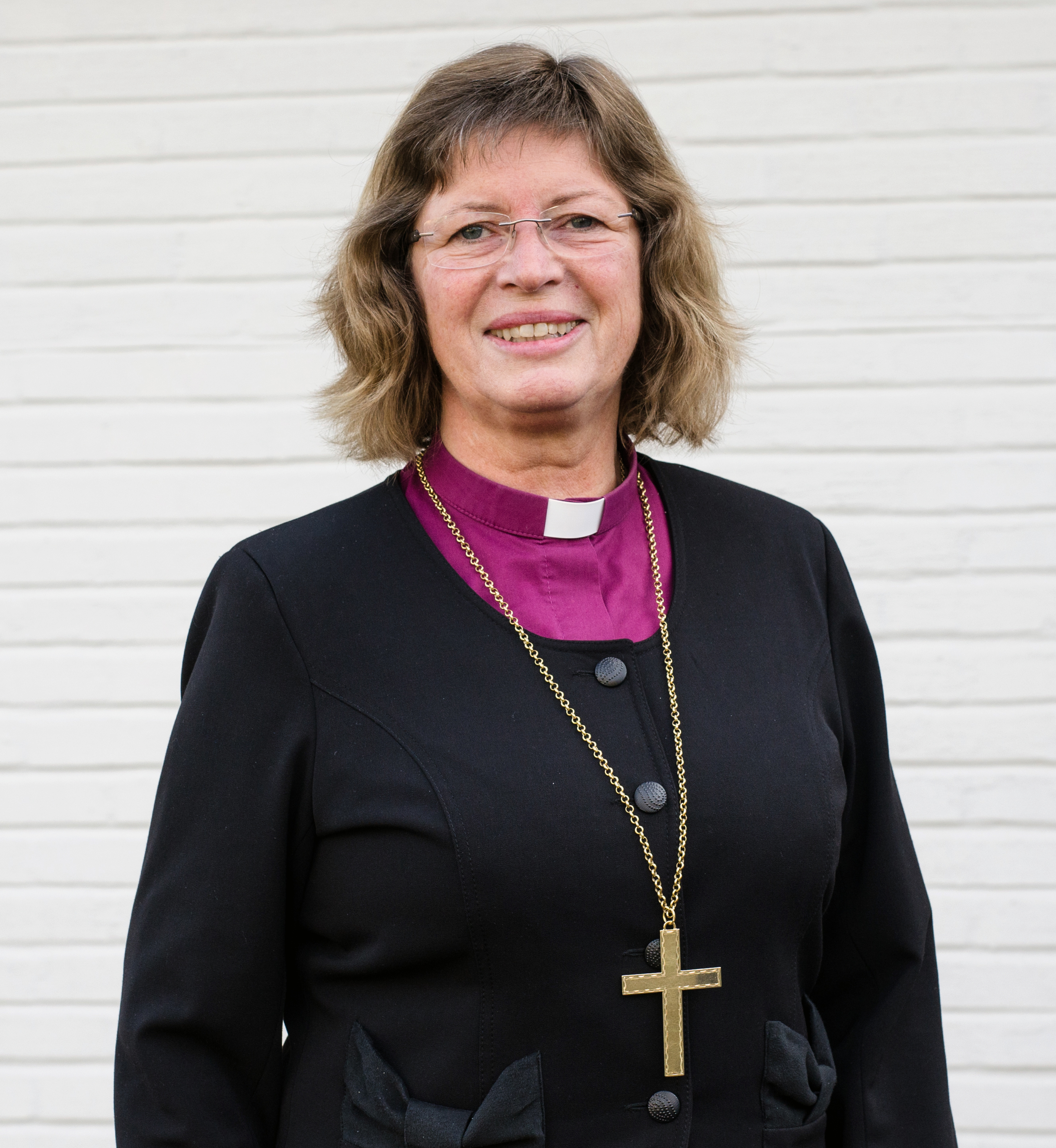
Ingeborg Midttømme, 2015.

Ingeborg Synøve Midttømme (* 20. November 1961 in Oslo) ist eine norwegische lutherische Geistliche und seit 2008 Bischöfin im Bistum Møre der Norwegischen Kirche.

## Leben
Midttømme studierte bis 1987 an der Theologischen Hochschule (Menighetsfakultetet) in Oslo und war danach war als Pastorin tätig, zuerst in Høybråten (Oslo), dann in Sørfold, ab 1997 im Osloer Stadtviertel Holmlia. 2003 wurde sie zur Vorsitzenden des norwegischen Pfarrervereins gewählt. Im Mai 2008 wurde Midttømme zur Bischöfin im Bistum Møre ernannt und am 21. September im Dom zu Molde eingeführt.
Sie ist verheiratet und hat drei Kinder.